# Danái Kariori
Danái Kariori (21 de junio de 2002) es una deportista griega que compite en natación sincronizada. Ganó dos medallas en el Campeonato Europeo de Natación, plata en 2021 y bronce en 2022.

## Palmarés internacional
| Campeonato Europeo | Campeonato Europeo | Campeonato Europeo | Campeonato Europeo |
| Año                | Lugar              | Medalla            | Prueba             |
| ------------------ | ------------------ | ------------------ | ------------------ |
| 2021               | Budapest (Hungría) | Medalla de plata   | Combinación libre  |
| 2022               | Roma (Italia)      | Medalla de bronce  | Combinación libre  |